# Franz Godin

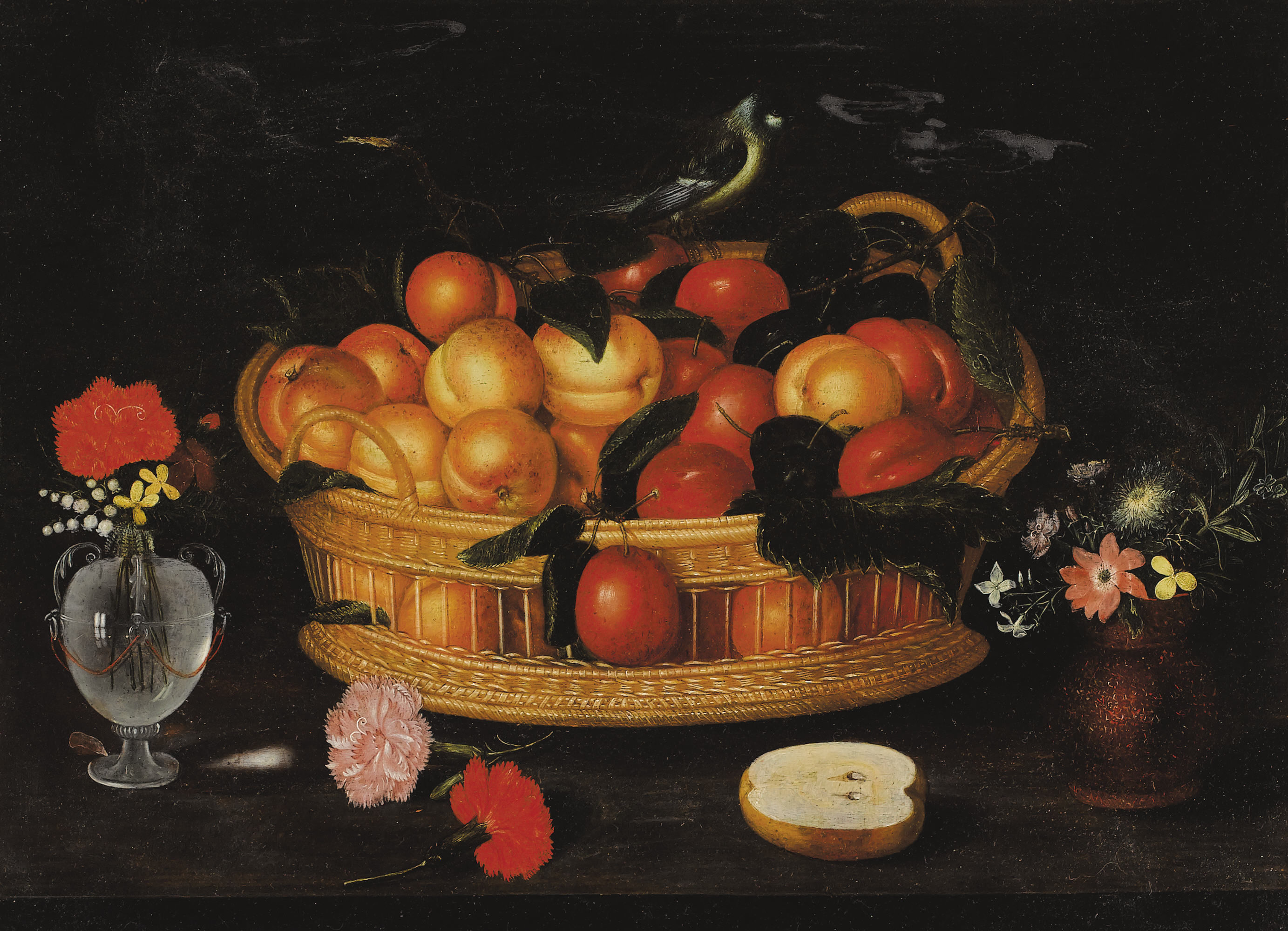
Franz Godin, Stillleben mit Blumen, Vögeln und Früchten, Öl/Holz, ca. 1620er Jahre

Franz Godin, besser bekannt als Francesco Codino (* um 1590; † nach 1621) war ein deutscher Stilllebenmaler.
Die Familie Godin stammte vermutlich aus einer Familie aus den Südniederlanden, die über Köln nach Frankfurt am Main kam. Franz Godin lernte in der Werkstatt Daniel Soreaus in dessen Todesjahr 1619 und taucht ab 1621 in der Lombardei auf, wo er vermutlich seinen Namen zu Francesco Codino italienisierte.
In einigen seiner Werke sind Einflüsse von Peter Binoit und Isaak Soreau zu erkennen.